# Newark (Vermont)
Newark – miasto w Stanach Zjednoczonych, w stanie Vermont, w hrabstwie Caledonia.